# Articulation tibio-fibulaire distale
L'articulation tibio-fibulaire distale (ou articulation péronéo-tibiale inférieure ou syndesmose tibio-fibulaire ou syndesmose péronéo-tibiale) est l'amphiarthrose formée par les extrémités distales du tibia et de la fibula.

## Surfaces articulaires
Les surfaces articulaires de l'articulation tibio-fibulaire distale sont :
- la surface articulaire concave située dans la partie inférieure de l'incisure fibulaire du tibia,
- la facette articulaire de la malléole latérale convexe de la fibula.

Les quatre millimètres inférieurs de ses surfaces sont recouvertes de cartilage et en continuité avec les surfaces articulaires de l'articulation talo-crurale.

## Moyens d'union
L'articulation tibio-fibulaire distale est maintenu par :
- le ligament tibio-fibulaire antérieur entre le bord antérieur de la face articulaire inférieure du tibia et la malléole latérale,
- le ligament tibio-fibulaire postérieur entre les bords postérieurs des facettes articulaires du tibia et de la fibula,
- le ligament tibio-fibulaire transverse prolongement inférieur de la membrane interosseuse de la jambe.

La membrane interosseuse de la jambe contribue également à la stabilité de l'articulation.